# Élections régionales de 1985 en Rhénanie-du-Nord-Westphalie
Les élections régionales de 1985 en Rhénanie-du-Nord-Westphalie (en allemand : Landtagswahl in Nordrhein-Westfalen 1985) se tiennent le 12 mai 1985, afin d'élire les 201 députés de la 10e législature du Landtag pour un mandat de cinq ans. Du fait de la loi électorale, 227 députés sont finalement élus.
Le scrutin est marqué par la victoire du SPD, qui conserve et accroît sa majorité absolue acquise en 1980. Le ministre-président Johannes Rau, au pouvoir depuis 1978, est alors investi pour un troisième mandat.

## Contexte
Aux élections régionales du 11 mai 1980, le SPD du ministre-président Johannes Rau remporte 48,4 % des suffrages exprimés, lui permettant d'obtenir une nette majorité absolue de 106 députés. C'est alors la première fois depuis 1958 qu'un parti contrôle plus de la moitié des sièges du Landtag.
Deuxième, la CDU de Kurt Biedenkopf, qui a remplacé Heinrich Köppler trois semaines avant le scrutin du fait de la mort brutale de ce dernier, rassemble 43,2 % des voix et 95 parlementaires. Le FDP de la ministre de l'Économie Liselotte Funcke, allié du SPD depuis 1966 au sein d'une « coalition sociale-libérale », échoue aux portes de l'assemblée en réunissant 4,9 % des suffrages, lui faisant perdre sa représentation parlementaire pour la première fois depuis 1947.
Rau est donc investi pour un deuxième mandat et forme un cabinet monocolore de dix ministres dont le ministre des Finances Diether Posser est vice-ministre-président.
En mai 1983, la CDU choisit le président de la fédération de Westphalie-Lippe Bernhard Worms, soutenu par Helmut Kohl, au détriment du président de la fédération de Rhénanie et du groupe parlementaire Kurt Biedenkopf, comme chef de file électoral en 1985. Worms prend alors la suite de Biedenkopf à la direction du groupe parlementaire, puis lui succède à la présidence de la direction commune des deux fédérations de l'Union chrétienne-démocrate en 1984.

## Mode de scrutin
Le Landtag est constitué de 201 députés (en allemand : Mitglied des Landtags, MdL), élus pour une législature de cinq ans au suffrage universel direct et suivant le scrutin proportionnel de Hare.
Chaque électeur dispose d'une voix, qui compte double : elle lui permet de voter pour un candidat de sa circonscription, selon les modalités du scrutin uninominal majoritaire à un tour, le Land comptant un total de 151 circonscriptions ; elle est alors automatiquement attribuée au parti politique dont ce candidat est le représentant.
Lors du dépouillement, l'intégralité des 201 sièges est répartie en fonction des voix attribuées aux partis, à condition qu'un parti ait remporté 5 % des voix au niveau du Land. Si un parti a remporté des mandats au scrutin uninominal, ses sièges sont d'abord pourvus par ceux-ci.
Dans le cas où un parti obtient plus de mandats au scrutin uninominal que la proportionnelle ne lui en attribue, la taille du Landtag est augmentée jusqu'à rétablir la proportionnalité.

## Campagne

### Principales forces
| Parti | Parti                                                                              | Chef de file                      | Résultats de 1980           |
| ----- | ---------------------------------------------------------------------------------- | --------------------------------- | --------------------------- |
|       | Parti social-démocrate d'Allemagne Sozialdemokratische Partei Deutschlands         | Johannes Rau (Ministre-président) | 48,4 % des voix 106 députés |
|       | Union chrétienne-démocrate d'Allemagne Christlich Demokratische Union Deutschlands | Bernhard Worms                    | 43,2 % des voix 95 députés  |

## Résultats

### Voix et sièges
| Parti                             | Parti                                        | Voix       | Voix  | Sièges | Sièges        | Sièges | Sièges | Sièges        |
| Parti                             | Parti                                        | Votes      | %     | MU1    | +/-           | Liste  | Total  | +/-           |
| --------------------------------- | -------------------------------------------- | ---------- | ----- | ------ | ------------- | ------ | ------ | ------------- |
|                                   | Parti social-démocrate d'Allemagne (SPD)     | 4 942 346  | 52,14 | 125    | 31            | 0      | 125    | 19            |
|                                   | Union chrétienne-démocrate d'Allemagne (CDU) | 3 463 656  | 36,54 | 26     | 31            | 62     | 88     | 7             |
|                                   | Parti libéral-démocrate (FDP)                | 565 413    | 5,96  | 0      | en stagnation | 14     | 14     | 14            |
|                                   | Les Verts (Grünen)                           | 431 371    | 4,55  | 0      | en stagnation | 0      | 0      | en stagnation |
|                                   | Autres                                       | 76 654     | 0,81  | 0      | en stagnation | 0      | 0      | en stagnation |
|                                   |                                              |            |       |        |               |        |        |               |
| Votes valides                     | Votes valides                                | 9 479 440  | 99,15 |        |               |        |        |               |
| Votes blancs et nuls              | Votes blancs et nuls                         | 81 241     | 0,85  |        |               |        |        |               |
| Total                             | Total                                        | 9 560 681  | 100   | 151    | en stagnation | 76     | 227    | 26            |
| Abstentions                       | Abstentions                                  | 3 145 082  | 24,75 |        |               |        |        |               |
| Nombre d'inscrits / participation | Nombre d'inscrits / participation            | 12 705 763 | 75,25 |        |               |        |        |               |